# Leuwikidang
Leuwikidang is een bestuurslaag in het regentschap Majalengka van de provincie West-Java, Indonesië. Leuwikidang telt 3971 inwoners (volkstelling 2010).